# Chalcocelis albiguttatus
Chalcocelis albiguttatus är en fjärilsart som beskrevs av Pieter Cornelius Tobias Snellen 1879. Chalcocelis albiguttatus ingår i släktet Chalcocelis och familjen snigelspinnare. Inga underarter finns listade i Catalogue of Life.